# Municipio de Landskrona
El municipio de Landskrona (en sueco: Landskrona kommun) es un municipio de Escania, la provincia más austral de Suecia. Su sede se encuentra en la ciudad de Landskrona. Limita con los municipios de Helsingborg al norte, Svalöv al este y con Kävlinge al sur. En el otro lado del estrecho de Öresund al oeste, limita con Fredensborg, Hørsholm y Rudersdal en la Región Capital de Selandia en Dinamarca .

## Localidades
Hay 8 áreas urbanas (tätort) en el municipio:
| # | Tätort         | Población |
| - | -------------- | --------- |
| 1 | Landskrona     | 28,670    |
| 2 | Häljarp        | 2,561     |
| 3 | Glumslöv       | 1,861     |
| 4 | Asmundtorp     | 1,551     |
| 5 | Saxtorpsskogen | 729       |
| 6 | Härslöv        | 401       |
| 7 | Annelöv        | 341       |
| 8 | Kvärlöv        | 206       |

## Ciudades hermanas
Landskrona está hermanada o tiene tratado de cooperación con:
- Glostrup, Dinamarca
- Plochingen, Alemania
- Kotka, Finlandia
- Võru, Estonia